# Region der südlichen Nationen, Nationalitäten und Völker
Die Region der südlichen Nationen, Nationalitäten und Völker (amharisch የደቡብ ብሔሮች ብሔረሰቦችና ሕዝቦች ክልል, transkribiert yä-Däbub Bəḥeročč Bəḥeresäbočč-ənna Ḥəzbočč Kǝllǝl, kurz ደ/ብ/ብ/ሕ/ክ Dä/Bə/Bə/Ḥə/Kǝ, in Äthiopien oft auch YeDebub, „der Süden“; englisch Southern Nations, Nationalities, and Peoples’ Region, oft als SNNPR abgekürzt; auch Southern Peoples, Nations and Nationalities, SPNN) war eine der Verwaltungsregionen Äthiopiens. Die Region hatte 2015 geschätzt 18.276.000 Einwohner.  Hauptstadt der Region war Awassa. Der Umzug nach Arba Minch war geplant, da am 18. Juni 2020 die Region Sidama nach einer Volksabstimmung abgespalten wurde. Am 23. November 2021 wurde zudem die Region der südwestäthiopischen Völker abgespalten. Nach einem weiteren Referendum im Februar 2023 wurde die Region Südäthiopien aus dem Südteil gebildet und der Rest der Region in Zentraläthiopien umbenannt.

## Geographie
Die Region lag im Südwesten des Landes und grenzte im Süden an Kenia, im Westen an den Südsudan und innerhalb Äthiopiens an die Bundesstaaten Gambela im Norden und Oromia im Norden, Osten und Südosten.
Weitere größere Orte waren Awassa (der ab 2020 zur Region Sidama gehörte), Arba Minch, Wendo, Dilla, Yirga Alem, Worabe (Silte), Soddo, Bonga, Hosa'ina und Mizan Teferi.
Semien Omo (Nord-Omo), Sidama und Gurage waren die am dichtesten bevölkerten Gebiete der SNNPR. Die Bevölkerung konzentrierte sich auf den Norden, Osten und das Zentrum des Bundesstaates. Hingegen waren der Süden und der Westen dünn besiedelt. 90 % der Bevölkerung lebten in ländlichen Gebieten, womit die SNNPR die am stärksten ländlich geprägte Region des Landes war.
Touristenziele in der Region sind der Omo-Nationalpark und der Nechisar-Nationalpark.

## Bevölkerung
Im Unterschied zu mehreren anderen äthiopischen Bundesstaaten, in denen jeweils ein Volk die überwiegende Bevölkerungsmehrheit und Titularnation stellt, verteilte sich die Bevölkerung der SNNPR auf mindestens 45 kleinere Volks- und Sprachgruppen, von denen viele als indigene Völker bezeichnet werden und häufig noch unter relativ traditionellen Bedingungen leben.
Laut Volkszählung 2007 waren von 15.042.531 Einwohnern 19,34 % (2.908.491) Sidama, 10,71 % (1.611.190) Wolaytta, 8,02 % (1.206.891) Hadiyya, 7,52 % (1.130.631) Gurage, 6,96 % (1.046.519) Gamo, 5,43 % (816.195) Kaffa, 5,36 % (806.001) Silt'e, 4,92 % (740.720) Gedeo, 3,81 % (572.828) Kambaata, 3,29 % (494.312) Dawro, 2,79 % (420.243) Amharen, 2,39 % (359.805) Gofa, 2,33 % (350.929) Bench, 1,89 % (283.864) Aari, 1,57 % (236.182) Oromo, 1,46 % (218.925) Konso, 1,35 % (202.847) Alaba und 1,01 % (142.608) Koorete und 1 % (149.851) Me'en.
55,5 % waren Protestanten, 19,9 % äthiopisch-orthodoxe Christen, 14,1 % Muslime, 6,6 % Anhänger traditioneller Religionen und 2,4 % Katholiken.

### Sprachen
Die zahlreichen in der Region gesprochenen Sprachen gehören fünf verschiedenen Sprachzweigen aus zwei Sprachfamilien an: Die kuschitischen, die omotischen und äthiosemitischen Sprachen werden der afroasiatischen Sprachfamilie zugeordnet, surmische und nilotische Sprachen werden zur nilosaharanischen Familie gezählt.
Die Volkszählung von 1994 weist als meistverbreitete Sprachen Sidama (18 %), Gurage-Sprachen (14,72 %), Wolaytta (11,53 %), Hadiyya (8,53 %), Kaffa (5,22 %) und Kambaata (4,35 %) aus. Weitere Sprachen der Region sind u. a. Gamo, Malo, Goffa und Gedeo. Als Verkehrssprache und offizielle Arbeitssprache dient Amharisch.

## Geschichte und Politik
Die Region der südlichen Nationen, Nationalitäten und Völker umfasst die früheren Provinzen Kaffa und Gamo-Gofa sowie Teile von Sidamo und Shewa. Bei der Neuordnung der Verwaltungsgliederung Äthiopiens nach ethnischen Kriterien wurden 1991 zunächst die fünf Regionen Gurage-Hadiya-Kambata, Sidama, Walayta, Omo und Kafa gebildet. Diese wurden 1994 zur heutigen SNNPR zusammengelegt. Teile der Grenze zur Nachbarregion Oromia sind umstritten.
Die regierende Partei der Region war von 1992 bis 2019 die Demokratische Bewegung der Südäthiopischen Völker (SEPDM). Diese ist Teil der auf nationaler Ebene regierenden Koalition der Revolutionären Demokratischen Front der Äthiopischen Völker. Als Oppositionspartei in der Region fungierte das Demokratische Bündnis der Völker Südäthiopiens, welche ihrerseits Teil des Wahlbündnisses der Vereinigten Äthiopischen Demokratischen Kräfte ist.
Das Parlament der Region setzte sich nach den Wahlen von 2005 wie folgt zusammen:
| Partei oder Bündnis                                       | Sitze (348) | Anteil |
| --------------------------------------------------------- | ----------- | ------ |
| Demokratische Bewegung der Südäthiopischen Völker         | 271         | 77,9 % |
| Koalition für Einheit und Demokratie                      | 39          | 11,2 % |
| Demokratisches Bündnis der Völker Südäthiopiens           | 37          | 10,6 % |
| Demokratische Einheitsfront der Völker Sheko und Majangir | 1           | 00,3 % |

Seit 2019 ist Erstu Yirdaw von der Wohlstandspartei, dem Nachfolger der SEPDM, Gouverneur der Region.
Am 20. November 2019 fand eine Volksabstimmung über die Umwandlung der Sidama-Zone in eine autonome Region innerhalb der Bundesrepublik Äthiopien statt, die mit 98,52 % der abgegebenen Stimmen angenommen wurde. Am 18. Juni 2020 entstand daraufhin die Region Sidama.
Am 30. September 2021 fand in der ehemaligen Provinz Kaffa eine Volksabstimmung über die Gründung einer eigenständigen Region innerhalb der Bundesrepublik Äthiopien statt, die mit 96,7 % der abgegebenen Stimmen angenommen wurde. Am 23. November 2021 entstand daraufhin die Region der südwestäthiopischen Völker.
Im August 2023 wurde die Region aufgelöst und in Südäthiopien und Zentraläthiopien aufgespalten.

## Wirtschaft
2004–2005 wurden in der Region nach Angaben der CSA 100.338 Tonnen Kaffee produziert, was 44,2 % der gesamten Produktion in Äthiopien ausmacht. Der Viehbestand umfasste 7.938.490 Rinder (20,5 % des landesweiten Bestands), 3.270.200 Schafe (18,8 %), 2.289.970 Ziegen (17,6 %), 298.720 Pferde (19,7 %), 63,460 Maultiere (43,1 %), 278.440 Esel (11,1 %), 6.586.140 Stück Geflügel (21,3 %) und 726.960 Bienenstöcke (16,7 %).
Die Infrastruktur in der SNNPR war schwach entwickelt, wurde jedoch von den Behörden ausgebaut. So hatten nach Angaben des SNNPR Water Resources Bureau Ende des Fiskaljahres 2006 54 % der Fläche der Region Zugang zu sauberem Trinkwasser, gegenüber 10–15 % 15 Jahre zuvor.